# SAK3
SAK3 - производное спироимидазопиридина, которое является усилителем потенциал-управляемых каналов Ca2+ Т-типа

Если в мозге нарушена регуляция Ca2+ канала, снижается выброс ацетилхолина и дофамина, что приводит к нарушениям, которые проявляются у человека как когнитивная путаница и нескоординированные движения. SAK3 усиливает функцию Ca2+ канала клеточной мембраны, и таким образом повышает активность нейронов в головном мозге, что способствует высвобождению нейромедиаторов ацетилхолина и дофамина и следовательно к ослаблению патологических проявлений заболеваний (болезни Альцгеймера и деменции с тельцами Леви) при которых их уровень понижен.
Предполагается что SAK3 может быть эффективным препаратом при лечении нескольких видов нейродегенеративных заболеваний еще и потому, что он, по-видимому, эффективно улучшает естественную способность мозга искать и разрушать неправильно свернутые белки, которые характерны для многих нейродегенеративных заболеваний (в частности белок семейства синуклеинов альфа-синуклеин). Доклинические тесты показывают, что терапия с помощью SAK3 может не только улучшить патологические признаки этих заболеваний, но и улучшить когнитивную дисфункцию.